# Werner Forßmann

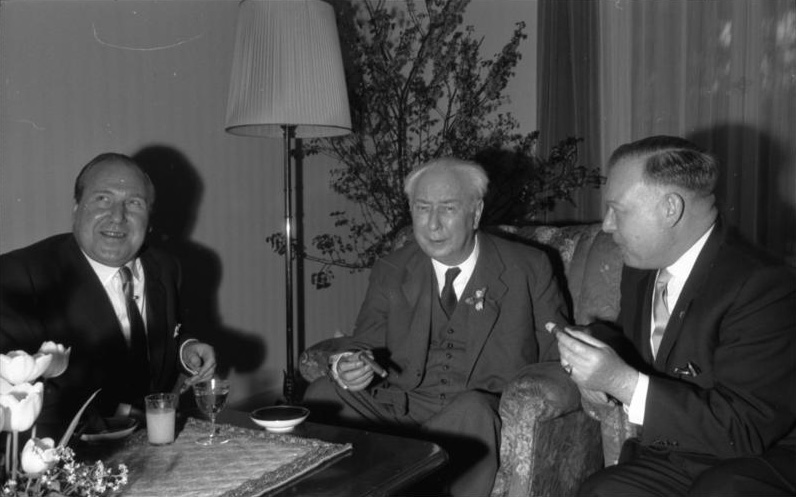
Werner Forßmann (rechts) und Franz Meyers (Ministerpräsident von Nordrhein-Westfalen, links) beim Bundespräsidenten Theodor Heuss, 1959

Werner Theodor Otto Forßmann (* 29. August 1904 in Berlin; † 1. Juni 1979 in Schopfheim) war ein deutscher Mediziner und Nobelpreisträger. Er führte 1929 an sich selbst die erste publizierte und über ein Röntgenbild dokumentierte Herzkatheterisierung beim Menschen durch. Wenige Jahre später zeigte er, dass Kontrastmittel im Herzen des Menschen gefahrlos angewendet werden können. Vor allem in den Jahren nach dem Zweiten Weltkrieg griffen André Frédéric Cournand und andere Mediziner seine Arbeiten auf; sie bilden die Basis der modernen Herzdiagnostik.
Werner Forßmann widmete sich, nachdem seine Arbeiten und Veröffentlichungen in der Kardiologie auf Kritik und wenig Interesse gestoßen waren, der Chirurgie und der Urologie. Er trat 1932 der Nationalsozialistischen Deutschen Arbeiterpartei (NSDAP) bei. Während des Zweiten Weltkriegs diente er als Sanitätsoffizier in der Wehrmacht und geriet zum Kriegsende in Kriegsgefangenschaft. Nach dem Krieg und dem Ablauf seines Berufsverbots durch die Alliierten arbeitete er mit seiner Frau als Landchirurg und dann als Urologe in Bad Kreuznach.
In Anerkennung seiner 1929 noch nicht von der Fachwelt wahrgenommenen Arbeit erhielt er 1956 gemeinsam mit André Frédéric Cournand und Dickinson Woodruff Richards den Nobelpreis für Medizin für ihre Entdeckungen zur Herzkatheterisierung und zu den pathologischen Veränderungen im Kreislaufsystem. Seit 1958 arbeitete Forßmann als Chefarzt der Chirurgie am Evangelischen Krankenhaus Düsseldorf, wo er bis zu seiner Pensionierung 1969 tätig war.

## Leben und Werk

### Frühe Jahre und Ausbildung
Werner Forßmann wurde am 29. August 1904 in Berlin als einziges Kind des Juristen Julius Forßmann und dessen Frau Emmy, geborene Hindenberg, geboren. Die Familie seines Vaters stammte ursprünglich aus Finnland, die Familie seiner Mutter war preußisch. Die Eltern und vor allem sein Vater legten Wert auf eine gute Ausbildung. Er absolvierte das humanistische Askanische Gymnasium in Tempelhof.
Der Vater, 1914 als Soldat im Ersten Weltkrieg an die Ostfront kommandiert, fiel am 16. September 1916 in Swistelniki, Galizien, als sein Sohn zwölf Jahre alt war. Forßmann wuchs danach bei seiner Mutter und seiner Großmutter Helene Hindenberg auf, die ihn nach preußischen Idealen erzogen. Er wurde zudem stark durch seinen Onkel Walter Hindenberg beeinflusst, der eine Landarztpraxis in Altstrelitz betrieb und den er als Kind und auch als Student häufig besuchte.
1922 begann er sein Studium der Medizin an der Berliner Friedrich-Wilhelm-Universität, der heutigen Humboldt-Universität. Während dieser Zeit war Forßmann Mitglied der Studentenverbindung Akademische Liedertafel Berlin. Er studierte unter anderem bei dem Anatomen Rudolf Fick und dem Pathologen Otto Lubarsch. Sein Staatsexamen legte er 1928 ab, danach ging er für seine klinische Ausbildung an das Universitätsklinikum, das ehemalige Krankenhaus Moabit. Hier arbeitete er unter dem Chefarzt und Professor Georg Klemperer und wurde unter anderem von Moritz Borchardt, Lydia Rabinowitsch-Kempner, Ernst Haase, Karl Frik, Karl Bonhoeffer und Louis Lewin unterrichtet. 1929 promovierte er in Berlin zum Dr. med. Seine Dissertation mit dem Titel Ueber die Wirkung der Leberfütterung auf das rote Blutbild und den Cholesterinspiegel im Serum des gesunden Menschen setzte auf die erfolgreiche Behandlung von perniziöser Anämie durch die Gabe von Vitamin B12 in Form von Leberextrakten auf. Forßmann und seine Kollegen untersuchten die potenzielle Blutveränderung bei gesunden Menschen durch die Aufnahme von Leberextrakt (Leberfütterung). Sie tranken zu diesem Zweck täglich einen Liter einer aus Schweineleber konzentrierten Brühe.
Klemperer bot Forßmann nach dessen klinischer Ausbildung zunächst eine Volontärstelle an, vergab die Stelle jedoch an einen anderen Interessenten. Daher ging Forßmann nach der Promotion zuerst als Chirurg an eine private Frauenklinik in Spandau, wo er vor allem mit septischen Erkrankungen, Kindbettfieber sowie dem Ausräumen von Fehlgeburten betraut wurde. Hinzu kam die Diathermiebehandlung chronischer vaginaler Entzündungen, die er als stumpfsinnigste Nachmittagsbeschäftigung, die er sich denken konnte, beschrieb. Aus Unzufriedenheit suchte er sich nach drei Monaten eine neue Beschäftigung. Noch 1929 begann er durch persönliche Beziehungen als Assistenzarzt in der Auguste-Victoria-Klinik, dem heutigen Werner-Forßmann-Krankenhaus, in Eberswalde. Dort arbeitete er unter dem Chirurgen und Klinikleiter Richard Schneider. Schneider vertraute ihm von Beginn an zahlreiche Untersuchungen und Operationen an und bildete ihn in der Chirurgie umfassend aus.

### Sondierung der rechten Herzkammer

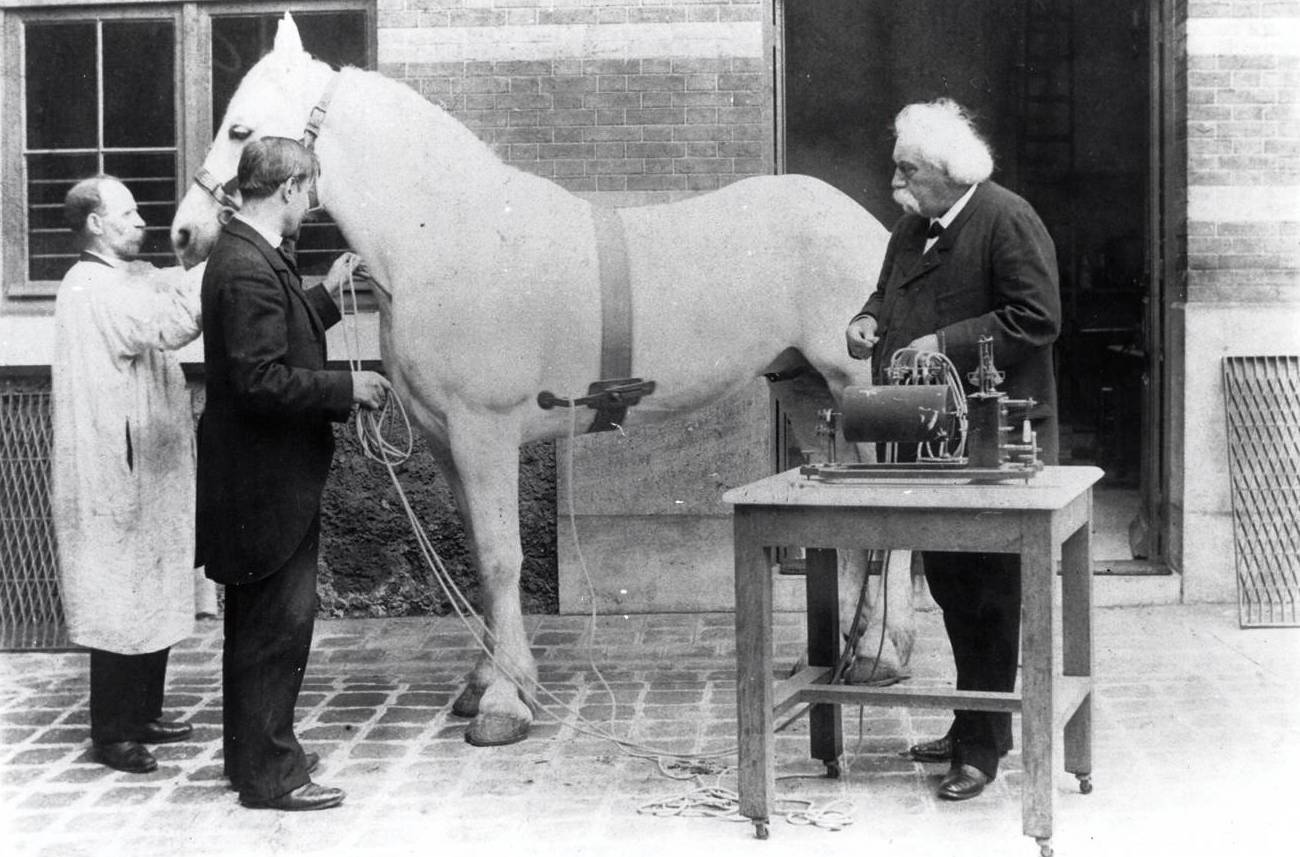
Auguste Chauveau mit Assistenten bei der Herzkatheteruntersuchung eines Pferdes

Bereits während seiner Studentenzeit hatte sich Forßmann mit der Herzdiagnostik beschäftigt. Nach eigenen Aussagen basierte sein späterer Selbstversuch auf den Arbeiten von Claude Bernard, Auguste Chauveau und Étienne-Jules Marey an Haustieren, vor allem Hunden und Pferden. Bernard hatte in dem Lehrbuch Leçons de Physiologie Operatoire einen Holzschnitt veröffentlicht. Er zeigte die Katheterisierung eines auf dem Rücken liegenden Hundes, dem ein Schlauch durch eine geöffnete Halsvene in das Herz geführt worden war, so dass sich der Druck im Herzinneren messen ließ. Forßmann übertrug diese Untersuchungsmethode auf den Menschen, wobei er statt des Halses den besser zugänglichen Arm als Zugang wählte. Er untersuchte die Katheterisierungsmöglichkeit an Leichen und stellte durch eine Autopsie fest, dass er mit einem Schlauch vom Arm bis in das Herz vordringen konnte.

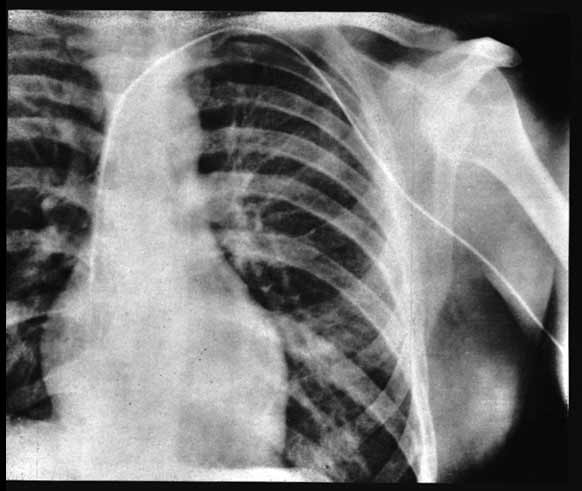
Röntgenaufnahme der Herzkatheterisierung von Werner Forßmann, 1929

Im Frühjahr 1929 führte Forßmann als chirurgischer Assistenzarzt, nachdem Richard Schneider entsprechende Patientenversuche abgelehnt hatte, einen Selbstversuch zur ersten Herzkatheterisierung durch. Der genaue Hergang des Versuchs ist ungeklärt, da Forßmann verschiedene Fassungen des Ablaufs veröffentlichte:
- Nach der Schilderung in seiner Autobiografie überredete er entgegen dem Verbot Schneiders eine Chirurgieschwester, die medizinischen Geräte für eine Blutentnahme sowie einen vorbereiteten Blasenkatheter aus vulkanisiertem Kautschuk vorzubereiten. Er führte sich dann selbst den Gummischlauch in die linke Armvene.[21]
- In seiner Veröffentlichung 1929 schrieb er dagegen, dass die Punktion der Vene in einem Vorversuch der Vene durch einen Kollegen, gemeint ist Peter Romeis,[4] erfolgte. In diesem Vorversuch führte er entsprechend dieser Darstellung einen gut geölten Gummischlauch etwa 35 Zentimeter in die Vene ein, bevor sein Kollege das Experiment aus Angst vor möglichen Gefahren abbrach. Nach dieser Schilderung führte er den Versuch dann etwa eine Woche später allein durch.[22]

Er nutzte den Zugang über die linke Vena cephalica, eine große Blutader an der Außenseite des Oberarms. Er schob den Katheter 65 Zentimeter weit bis in die rechte Herzkammer und führte ihn durch die Oberarmvene in die Vena subclavia und von dort durch die Vena brachiocephalica und die obere Hohlvene (Vena cava superior) in den rechten Herzvorhof. Dies dokumentierte er mit einer Röntgenaufnahme, für die er (nach der Schilderung in der Autobiografie) mit dem eingeführten Katheter in den Röntgenkeller der Klinik ging und mit Hilfe einer Röntgenschwester ein Bild von dem Schlauch in der rechten Herzkammer machte.
Am 5. November publizierte die Klinische Wochenschrift seine Arbeit Über die Sondierung des rechten Herzens. Sie fand aber – ähnlich wie im April 1931 sein Vortrag auf der Tagung der Deutschen Gesellschaft für Chirurgie – in der Fachwelt kaum Resonanz. Forßmann stellte die Katheterisierung vor allem als Alternative der seinerzeit häufig bei Akutbehandlungen angewandten und aufgrund möglicher Verletzung des Herzens und der umgebenden Gefäße sehr riskanten intrakardialen Injektion dar, um eine schnelle örtliche Arzneibehandlung zu gewährleisten. Neben seinem Selbstversuch beschrieb er in diesem Artikel auch die erfolgreiche klinische Anwendung bei der Behandlung einer Patientin mit eitriger Bauchfellentzündung, bei der er den Rechtsherzkatheter zur Medikation einsetzte. Dabei blieb der Katheter 6,5 Stunden im Herzen der Patientin, die jedoch nach kurzer Besserung an ihrer Erkrankung verstarb. Bei der Obduktion fand er den Katheter tatsächlich im Herzen und in der unteren Hohlvene vor; er konnte keine durch den Katheter verursachten Verletzungen in den Venen feststellen. Laut seiner Autobiographie erfolgte die Behandlung der im Sterben liegenden Patientin, deren Bauchfellentzündung von einer Fehlgeburt herrührte, erst nachdem er den Katheter an sich selbst getestet hatte. Er nutzte diesen Versuch nachträglich als Bestätigung seines Selbstversuchs.
Für die weitere Laufbahn nahmen Forßmann und Schneider Kontakt mit mehreren angesehenen Medizinern auf. Darunter befanden sich Wilhelm His, der durch seine Entdeckung der Reizweiterleitung des Herzens (His-Bündel) vor allem als Kardiologe berühmt war, und der bekannte Chirurg August Bier. Beide standen allerdings kurz vor der Emeritierung und lehnten ab.

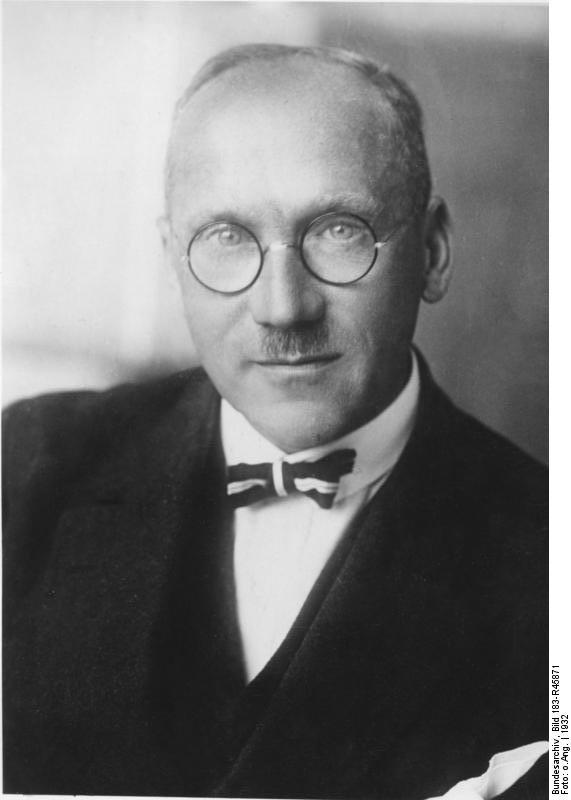
Ferdinand Sauerbruch (1932)

Schließlich wurde Forßmann durch Ferdinand Sauerbruch, den Leiter der Charité, vorerst unbezahlt eingestellt und Rudolf Nissen unterstellt. Der Artikel über den Selbstversuch erschien kurz nach der Anstellung in der Klinischen Wochenschrift; parallel dazu beschrieb eine Berliner Tageszeitung den Versuch als Sensation. Forßmann wurde danach durch Ernst Unger und Fritz Bleichröder mit Plagiatsvorwürfen konfrontiert. Sie hatten wenige Jahre vor Forßmann die Applikation von Wirkstoffen durch einen Katheter in herznahe Gefäße untersucht. Dabei legte Unger einen Katheter an Bleichröder an. Bei einem Versuch, bei dem Bleichröder über Brustschmerzen klagte, hatten sie wahrscheinlich auch das Herz katheterisiert, dies jedoch nicht dokumentiert. In diesem Zusammenhang schrieb Unger einen Brief an Ferdinand Sauerbruch. Sauerbruch, der nichts von der Publikation wusste, entließ Forßmann daraufhin wieder. Forßmann zitierte den damaligen Klinikchef Sauerbruch mit den Worten: „Mit solchen Kunststücken habilitiert man sich in einem Zirkus und nicht an einer anständigen deutschen Klinik.“ Nach dieser Entlassung kehrte Forßmann nach Eberswalde zurück, wo seine ehemalige Stelle wieder frei geworden war.
Unger schrieb zwei weitere Briefe, einen an Forßmann und einen an Viktor Salle, den Hauptschriftleiter der Klinischen Wochenschrift. Darin forderte er eine umgehende Richtigstellung. In enger Absprache mit Salle veröffentlichte Forßmann einen kurzen Beitrag mit dem Titel Nachtrag, in dem er schrieb: „Wie mir Prof. E. Unger mitteilte, haben Bleichröder, Unger und Löb denselben Versuch wie ich bereits im Jahr 1912 in einer Arbeit über „Intraartielle Therapie“ veröffentlicht. (…) Er (Unger) hat sogar bei Dr. Bleichröder, wie er aus der Länge des Katheters und einem stechenden Schmerz schloss, das rechte Herz erreicht. Die Veröffentlichung dieser letzten Tatsache haben die Verfasser damals unterlassen (…).“ Auch in seiner Nobelpreisrede 1956 stellte Forßmann die Arbeiten von Unger, Bleichröder und Löb heraus.

### Kontrastdarstellung des Herzens
In Eberswalde assistierte Forßmann erneut Schneider bei dessen Operationen. Dabei übernahm er vor allem gynäkologische Eingriffe, wobei er auch den Leiter einer privaten Frauenklinik in Frankfurt an der Oder vertrat. Obwohl Forßmann auf diesem Gebiet vergleichsweise unerfahren war, schickte Schneider ihn als Vertretung nach Frankfurt, wo er unter anderem kleinere Bauchoperationen durchführte, ein Uteruskarzinom operierte und einen komplexen Kaiserschnitt vornahm.

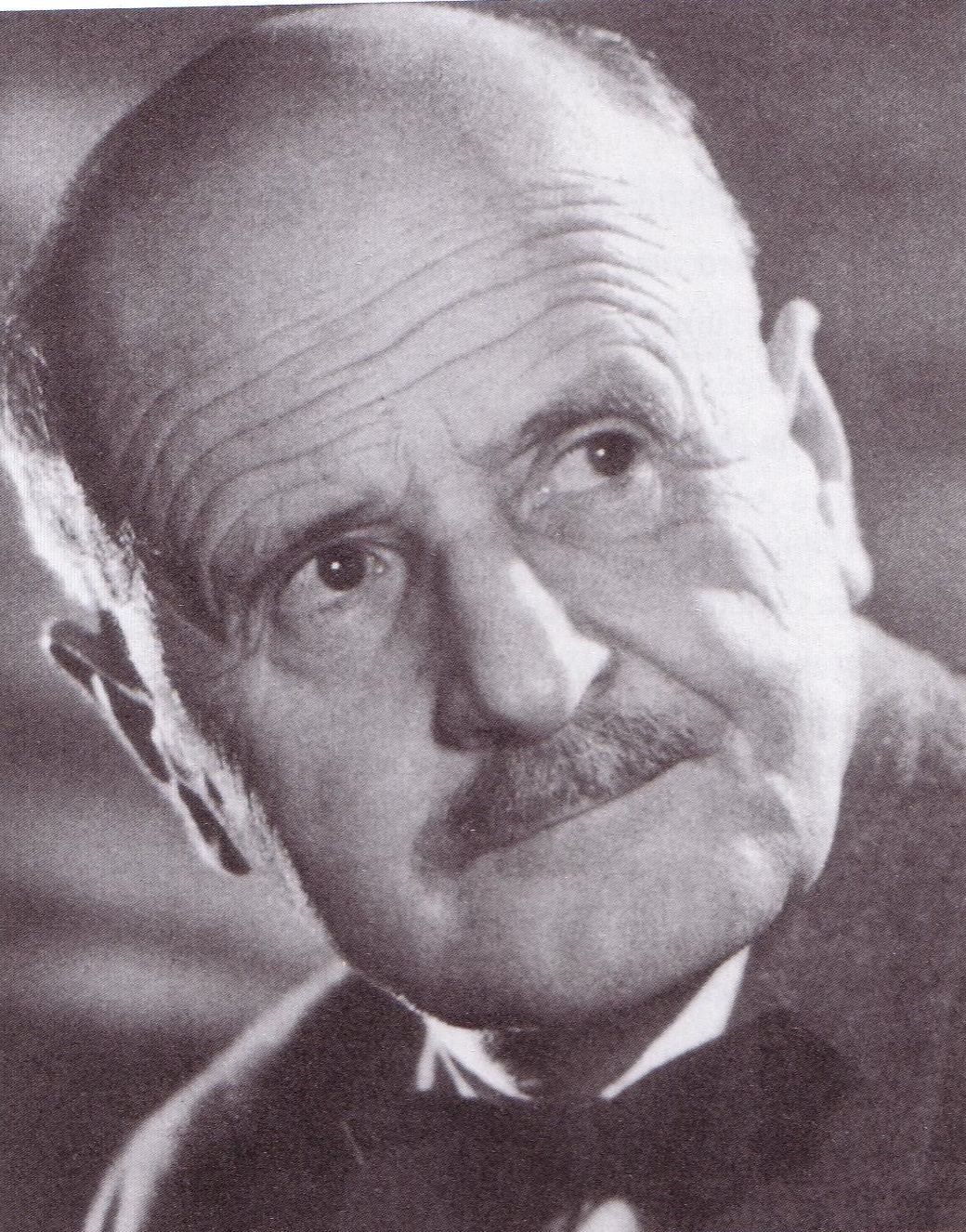
Willi Felix (um 1960)

Nach einiger Zeit begann Forßmann auf der Suche nach einem neuen physiologischen Arbeitsgebiet, sich mit der Kontrastdarstellung des Herzens zu beschäftigen. Die Darstellung von Magen und Darmkanal hatte sich bereits weit entwickelt. Forßmann nahm an, dass diese Art der Darstellung des Herzens durch die Angiokardiographie deutlich verbessert werden könne. Dank Willi Felix, den er in der Charité kennengelernt hatte, konnte er im Städtischen Krankenhaus Neukölln erst mit Hauskaninchen und später mit Hunden arbeiten. Durch einen Herzkatheter über die Halsvene verabreichte er ihnen ein Kontrastmittel in das Herz. Anschließend konnte er brauchbare Röntgenbilder machen und nachweisen, dass diese Applikation von Kontrastmittel möglich und für Tiere offenbar unschädlich war. Als nächsten Schritt führte er erneut einen Selbstversuch durch, indem er sich ein Kontrastmittel über einen Herzkatheter einspritzte. Mit der ihm verfügbaren Röntgentechnik konnte er jedoch keine guten Bilder anfertigen.
Mit Felix erarbeitete Forßmann eine Veröffentlichung für die Münchner Medizinische Wochenschrift. Er meldete seine Arbeit als Vortrag bei der Deutschen Gesellschaft für Chirurgie für den Jahreskongress 1931 an; er wurde für eine Vier-Minuten-Darstellung angenommen. Danach bot ihm Sauerbruch erneut eine Stelle in seinem Institut an, die Forßmann annahm. Er blieb, zuerst als unbezahlter Volontär, bis Anfang 1932 in der Charité und arbeitete parallel als Chirurg und Vertretungsarzt. Während dieser Zeit lernte Forßmann den späteren Nobelpreisträger Gerhard Domagk kennen, der für die Bayer-Werke das Sulfonamid Prontosil entwickelte und in der Charité frisches Tumormaterial für die chemische Verarbeitung sammelte. Zum Ende seiner Zeit in der Charité wurde Forßmann in die dortige Poliklinik zu Otto Stahl (Direktor der chirurgischen Abteilung des Auguste-Viktoria-Krankenhauses in Berlin), einem frühen und einflussreichen Mitglied der NSDAP, versetzt.

### Karriere als Urologe während der Zeit des Nationalsozialismus
Nachdem Forßmann die Charité verlassen hatte, arbeitete er auf Anraten Sauerbruchs vom 31. Juli 1932 an als Assistenzarzt am Mainzer Städtischen Krankenhaus in der Chirurgie unter Willi Jehn. Hier traf er seine spätere Ehefrau Elisabeth Engel, die er am 7. Dezember 1933 heiratete. Nach der „Machtergreifung“ wurde das Krankenhaus nach einem Streit zwischen dem Leiter der Inneren Medizin und einem in der NSDAP und der SA aktiven Assistenzarzt unter nationalsozialistische Leitung gestellt. Da Ehepaaren die Arbeit an demselben Krankenhaus verboten war, verließ Forßmann Mainz und suchte nach einer neuen Anstellung in Berlin. Dort baute Karl Heusch, der vorher ebenfalls bei Sauerbruch gearbeitet hatte, die erste deutsche urologische Fachabteilung an einem Krankenhaus auf und bot Forßmann eine Anstellung als Oberarzt der Urologischen Abteilung am Rudolf-Virchow-Krankenhaus an. Über Heusch kam Forßmann in Kontakt mit dessen Lehrer Otto Ringleb, der die Urologie trotz des Widerstands von Sauerbruch an der Charité wesentlich vorantrieb, und zur Zeit des Nationalsozialismus als Mitglied der Schutzstaffel bis 1944 zum SS-Oberführer aufstieg.
Durch den Ausschluss jüdischer Ärzte waren zahlreiche medizinische Fachgesellschaften nach der Machtergreifung der Nationalsozialisten kollabiert, darunter auch die Berliner Urologische Gesellschaft und die Deutsche Urologische Gesellschaft. Nach Angaben der Universität Ulm war 1933 etwa jeder vierte Urologe in Deutschland jüdischer Herkunft. Heusch und Ringleb bauten diese Gesellschaften in ihrem Sinne und unter Beteiligung zahlreicher Vorstandsmitglieder aus den höheren Rängen der NSDAP sowie der SS wieder auf. Sie organisierten 1936 den ersten Fachkongress der Deutschen Urologischen Gesellschaft. Forßmann hielt dort einen Vortrag zum Status der Urologie und der erfolgreichen Anwendung der Elektroresektion bei der Behandlung der Prostatahyperplasie. Im gleichen Jahr bewarb er sich erfolgreich auf eine Stelle als Oberarzt bei Albert Fromme am Städtischen Krankenhaus in Dresden-Friedrichstadt, dem damals größten Zentrum für Chirurgie in Deutschland. Er blieb dort bis 1937. In diesem Krankenhaus wurden eugenische Sterilisationen durchgeführt, für die Forßmann zwar nicht direkt zuständig war, die er jedoch genehmigen musste. Nach eigener Darstellung konnte er sich während seiner Dresdner Zeit vor Sterilisationen „drücken“, da diese nur Fachärzte der Chirurgie vornehmen durften und er Facharzt für Urologie war.
Nach 1937 arbeitete er am mittlerweile als Robert-Koch-Krankenhaus bekannten Krankenhaus Moabit, ebenfalls als Oberarzt für Chirurgie. Als Oberarzt und stellvertretender Leiter der Chirurgie am Universitätsklinikum wurde Forßmann von Kurt Strauß, dem Leiter der Chirurgie und SS-Führer, mit Karl Gebhardt, dem Leibarzt Heinrich Himmlers, bekanntgemacht. Gebhardt sagte Forßmann Unterstützung für seine Arbeit zu, die dieser jedoch ablehnte. Ein Jahr später geriet Forßmann nach eigener Darstellung in Konfrontation mit Strauß, da er entgegen einem Verbot nach den Novemberpogromen von 1938 verletzte Juden in das Krankenhaus aufnahm und gemeinsam mit den sogenannten „arischen Deutschen“ behandelte.

### Als Chirurg und Sanitätsoffizier im Zweiten Weltkrieg
Über die Tätigkeiten Forßmanns während der NS-Zeit und des Zweiten Weltkriegs liegen fast nur Angaben von ihm selbst in seiner Autobiografie vor. Er war zum 1. August 1932 der NSDAP beigetreten (Mitgliedsnummer 1.277.382) sowie später auch der SA und dem NSDÄB. Die Gründe für seinen Beitritt zur NSDAP sind unklar. Er selbst gab an, dass die treibende Kraft die Suche nach einer Vatergestalt gewesen sein könnte. Zugleich versprach die Ideologie auch bessere Karrierechancen für ihn sowie ein ökonomisch gestärktes Deutschland. Forßmann meldete sich 1939 zur Wehrmacht und nahm an mehreren Übungen teil. Im Zweiten Weltkrieg war er als Sanitätsoffizier für Chirurgie eingesetzt.
Nachdem Forßmann bereits vorher mehrere Übungen mitgemacht hatte, wurde er am 11. August 1939 mit zahlreichen weiteren Reserve-Sanitätsoffizieren zu einer Übung in das Standortlazarett Stettin eingezogen. Von dort kam er kurz vor dem Kriegsbeginn mit dem deutschen Überfall auf Polen am 1. September 1939 nach Königsberg. Die Sanitätsoffiziere wurden über Ostpreußen verteilt. Forßmann übernahm das Auffanglazarett in Johannisburg (heute Pisz), in das vor allem zahlreiche Verletzte aus der Schlacht um Łomża kamen. Nach dem Überfall auf Polen arbeitete er im Reservelazarett in Bromberg (heute Bydgoszcz), bevor er in die neu gegründete Sanitätsersatzabteilung VI in Riesenburg (heute Prabuty) und später als Ausbilder nach Kremerbruch in Hinterpommern (heute Kramarzyny) versetzt wurde.
Vor dem deutschen Überfall auf Norwegen und Dänemark am 9. April 1940 wurde Forßmann nahe Danzig in Bereitschaft versetzt und Ende April als Sanitätsoffizier nach Oslo befohlen. Von dort ging er nach Åndalsnes zur Sanitätskompanie 1/163 der 163. Infanterie-Division. In Norwegen war er unter anderem in Dovre, Ålesund und später im Raum Oslo und in Mosjøen mit der Kranken- und Verletztenversorgung befasst. Nach seiner Rückkehr ging Forßmann für kurze Zeit zurück an die Chirurgie in Moabit, die mittlerweile Erwin Gohrbandt leitete.
Im Februar 1941 folgte mit der Sanitätskompanie 1/123 die Verlegung in den Warthebruch. Er nahm am 22. Juni im Rahmen seiner Einheit am Überfall auf die Sowjetunion teil. Im Deutsch-Sowjetischen Krieg wurde er Anfang 1942 unter anderem als Feldarzt und Offizier der 123. Infanterie-Division in der Kesselschlacht von Demjansk eingesetzt; er befehligte dort einen Hauptverbandplatz. Im Oktober 1942 konnte er zurück nach Berlin und arbeitete erneut im Robert-Koch-Krankenhaus. Von dort aus ging er im April 1943 als Klinikleiter an das Städtische Krankenhaus in Potsdam. Hier behandelte er am 1. Mai 1943 den Stabschef der SA Viktor Lutze und dessen Familie, die einen schweren Autounfall erlitten hatten. Lutze und dessen Tochter starben an ihren Verletzungen. Nach dem Ende seiner Tätigkeit kam Forßmann für einige Wochen an das Reservelazarett Brandenburg, das in der Heil- und Pflegeanstalt Brandenburg-Görden untergebracht war. Als Sanitätsoffizier wurde Forßmann hier auch zur Beobachtung und Überwachung von Hinrichtungen im Zuchthaus Brandenburg-Görden befohlen, bei denen ihm die Aufgabe zukam, Todeszeitpunkte festzustellen.
Die letzten Kriegsjahre wandelte Forßmann als Sanitätsoffizier und Chirurg das Lazarett in der Heil- und Pflegeanstalt Neuruppin im Rahmen der Aktion Brandt von einem Leichtkrankenlazarett in die zentrale Abteilung des Wehrkreises für Schwerstverletzte um. Hier arbeitete er bis zur Auflösung des Lazaretts kurz nach der weitgehenden Zerstörung der Stadt und der Übernahme durch die Rote Armee 1945. Kurz vor Kriegsende floh Forßmann mit Hilfe eines selbst erstellten Marschbefehls nach Wittenberge. Nachdem er die Elbe überquert hatte, nahmen US-Soldaten ihn gefangen. Er blieb bis zum Oktober 1945 in US-Kriegsgefangenschaft. Dann kehrte er zu seiner Familie zurück, die mittlerweile in Wies im Schwarzwald lebte.

### Nachkriegszeit und Nobelpreis
Die Zeit der Entnazifizierung, in der er als früheres NSDAP-Mitglied für mehrere Jahre Berufsverbot hatte, überbrückte Forßmann in Wies in der privaten Praxis seiner Frau; er half ihr als Landchirurg. 1948 stufte ihn ein Spruchkammerverfahren der französischen Besatzungsmacht wegen seiner Aktivitäten als Mitläufer ein. 1950 nahm er eine Tätigkeit als Facharzt für Urologie an den Diakonie-Anstalten in Bad Kreuznach (heute Stiftung kreuznacher diakonie) auf. Die Praxis mit 18 Belegbetten unterhielt er gemeinsam mit seiner Frau, die 1952 ihre Anerkennung als Fachärztin erhielt und ihn so auch offiziell vertreten konnte. 1953 hielt Forßmann einen Vortrag zur transurethralen Resektion bei der Jahrestagung der Deutschen Gesellschaft für Urologie in Aachen. 1953 wurde ihm die konsiliarische Behandlung der Urogenitaltuberkulose in der Tuberkulose-Praxis von Josef Kastert in Bad Dürkheim übertragen.
Mit der Kardiologie beschäftigte sich Forßmann seit seiner Fokussierung auf die Chirurgie und Urologie nicht mehr; er hatte auch mit der wissenschaftlichen Forschung auf diesem Gebiet abgeschlossen. Dadurch nahm er auch die Entwicklung der Herzkatheterisierung sowie die Arbeiten des französischstämmigen André Frédéric Cournand und anderer Kollegen zur modernen Herzdiagnostik nicht wahr, die seit 1941 auf seiner Arbeit aufbauten. Erst in den frühen 1950er Jahren hatte er die Gelegenheit, sich eine Kinderklinik in Basel anzusehen, die die moderne Herzkatheterisierung einsetzte. 1951 lud ihn der englische Mediziner John McMichael nach London ein, damit er an einem Film über die Herzkatheterisierung mitwirken konnte. Auf der Reise lernte er den Medizinnobelpreisträger Henry Hallett Dale kennen. 1951 traf er auch André Cournand, als dieser zu einem Besuch bei Fritz Eichholtz in Heidelberg zu Gast war. In der Folge freundete sich Forßmann mit Hugo Wilhelm Knipping in Köln an und besuchte ihn häufig, unter anderem zur Grundsteinlegung der Kernforschungsanlage in Jülich (KFA, heute Forschungszentrum Jülich).

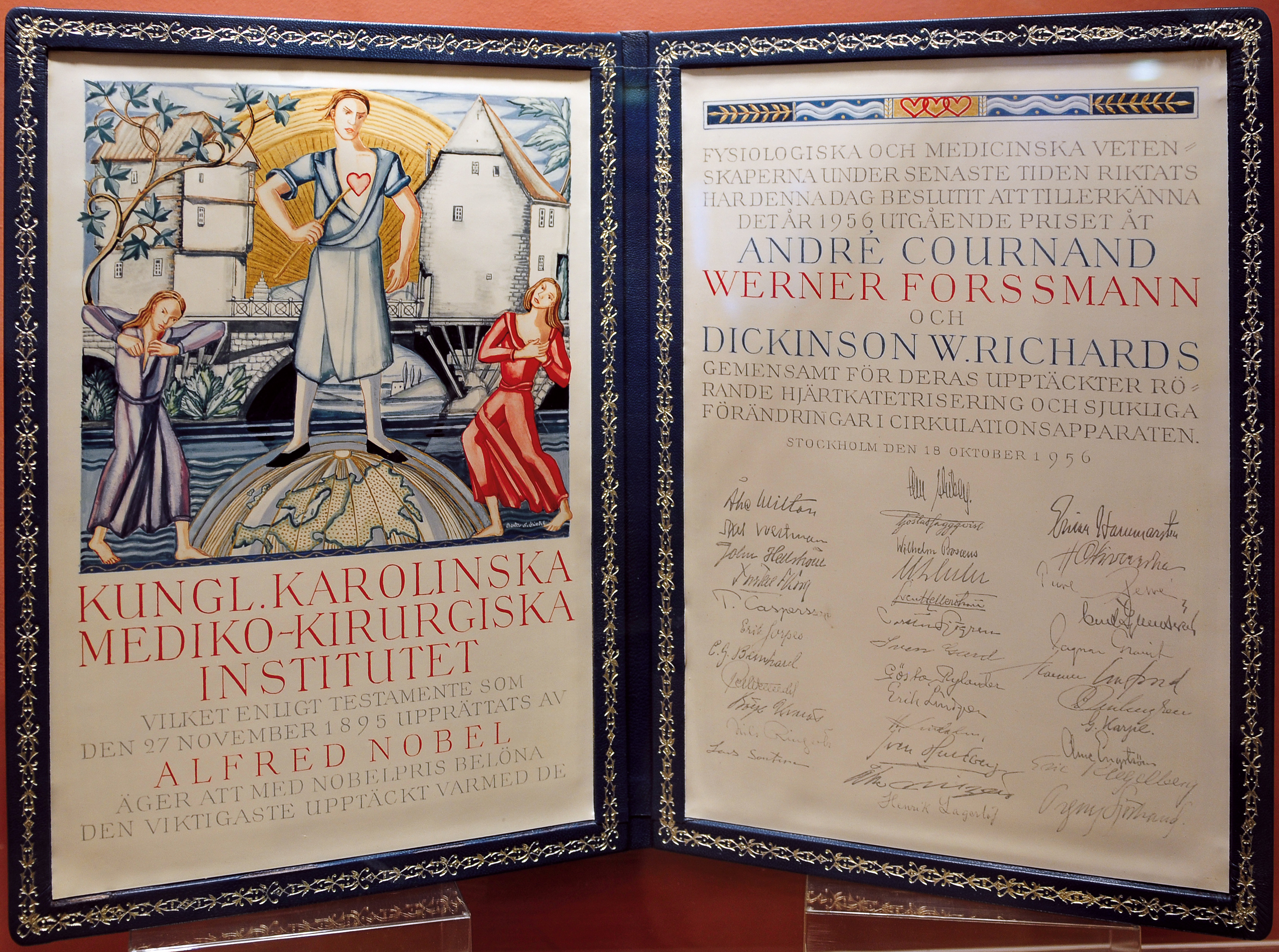
Verleihungsurkunde des Nobelpreises an Werner Forßmann 1956

1954 bat Otto Goetze, der Präsident der Deutschen Gesellschaft für Chirurgie, Forßmann, auf der Jahrestagung einen Vortrag zur Geschichte der Herzkatheterisierung zu halten. Forßmann willigte ein. Im selben Jahr erhielt Forßmann die Leibniz-Medaille der Deutschen Akademie der Wissenschaften zu Berlin für seine Verdienste um die therapeutische Herzchirurgie.
Als erster Chirurg nach dem Berner Theodor Kocher im Jahr 1909 erhielt Forßmann 1956 mit André Frédéric Cournand und Dickinson Woodruff Richards den Nobelpreis für Physiologie oder Medizin für deren Entdeckungen zur Herzkatheterisierung und zu den pathologischen Veränderungen im Kreislaufsystem. Nach Bekanntgabe des Nobelpreises wurde Forßmann, der bis dahin mit Ausnahme seiner Dissertation keine akademischen Leistungen erbracht hatte, auf Druck mehrerer Kollegen und entgegen dem Willen des Dekans Blücher Honorarprofessor für Chirurgie an der Johannes Gutenberg-Universität Mainz. Den Nobelpreis erhielten die Preisträger am 10. Dezember 1956 in Stockholm überreicht. Die Laudatio hielt Göran Liljestrand, Mitglied des Nobelkomitees, bevor die Preisträger die Urkunden und Medaillen entgegennahmen. Am 11. Dezember hielt Forßmann seine Nobelvorlesung zur historischen Entwicklung der Herzkatheterisierung, während Cournand den theoretischen Teil der Methode und Richards die klinische Darstellung übernahmen.

### Die Zeit nach dem Nobelpreis
1958 ging Forßmann als Chefarzt der Chirurgie an das Evangelische Krankenhaus Düsseldorf. Das Kuratorium des Krankenhauses unter Leitung Detlef Hertings stellte ihn als Nachfolger des Chirurgen Alfred Beck ein. Nach eigener Darstellung begann das Arbeitsverhältnis allerdings sehr kühl, da Beck seine Position nicht räumen wollte und Forßmann das Image eines Landarztes ohne chirurgische Erfahrung anhaftete. Schon nach kurzer Zeit kam es zu einem öffentlich ausgetragenen Streit zwischen Forßmann und dem Kuratorium sowie innerhalb der Kuratoriums. Forßmann erhielt zum Ende der Probezeit nach sechs Monaten die Kündigung, sollte jedoch bis Ende 1958 weiter beschäftigt werden. Ein wesentliches Problem stellte eine „Denkschrift“ Forßmanns an das Kuratorium dar, in der er Missstände der Klinik benannte. Hinzu kam die auf seinen Ruf zurückgeführte Weigerung Düsseldorfer Ärzte, Patienten in die Klinik unter Forßmanns Leitung einzuliefern. Das Kuratorium forderte eine Befähigungsprüfung, die die Düsseldorfer Ärztekammer mit Verweis auf Forßmanns Erfahrungen und Zeugnisse jedoch ablehnte. 1959 wurde in dem Fall ein Schlichtungsverfahren der Landesärztekammer unter Leitung des Kölner Arztes Kaspar Roos durchgeführt. Im gleichen Jahr verlieh der Bundespräsident Theodor Heuss Forßmann das Bundesverdienstkreuz. Das Schlichtungsverfahren endete in einem Vergleich sowie einer Bestätigung Forßmanns im Amt. Er blieb bis zu seiner Pensionierung (1969) Chefarzt der Chirurgie und förderte parallel den Ausbau der Radiologie als eigenständige Abteilung unter der Leitung von Heinz Hornig sowie später den Aufbau einer eigenen Abteilung für Anästhesiologie unter Lena Adelheid Funke.
Forßmann wurde danach Honorarprofessor der Universitäten Córdoba (1961) und Düsseldorf (1964) sowie 1962 Vorstandsmitglied der Deutschen Gesellschaft für Chirurgie. Zudem war er Mitglied des American College of Chest Physicians und Ehrenmitglied der Schwedischen Gesellschaft für Kardiologie und der Deutschen Gesellschaft für Urologie. 1967 kam die Ehrenmitgliedschaft der Nationalen Akademie der Wissenschaften von Indien hinzu.
Vor allem nach der Verleihung des Nobelpreises äußerte sich Forßmann öffentlich und stellte seine Positionen unter anderem zur Euthanasie, zur Todesstrafe, zur Sterbehilfe und zur Organtransplantation dar. Seine Haltungen waren vor allem bedingt durch seine Arbeit als Arzt während des Nationalsozialismus. Von 1957 bis 1978 war er regelmäßiger Gast der Tagung der Nobelpreisträger in Lindau, an der er 16-mal teilnahm. Am 3. Januar 1968 druckte die Frankfurter Allgemeine Zeitung eine deutliche Stellungnahme Forßmanns gegen die Transplantation unpaarer Organe als Reaktion auf die erste Herztransplantation durch den südafrikanischen Arzt Christiaan Barnard. Vor allem Herz und Leber sollten seiner Ansicht nach nicht für Transplantationen in Frage kommen. In den 1960er und 1970er Jahren kam vor allem aufgrund der Aktivitäten von Terrororganisationen wie der Roten Armee Fraktion (RAF) die Diskussion um die Wiedereinführung der Todesstrafe in Deutschland auf. Forßmann lehnte die Todesstrafe strikt ab.

## Ruhestand und Persönliches
Nach seiner Pensionierung 1969 schrieb Forßmann an seiner Autobiografie, die 1972 unter dem Titel „Selbstversuch“ erschien. Seinen Ruhestand verbrachte er im Schwarzwald-Weiler Wambach. Mit seiner Frau hatte er sechs Kinder: Klaus (geboren 1934), Knut (geboren 1936), Jörg (geboren 1938), Wolf-Georg (geboren 1939), Bernd (geboren 1940) und Renate (geboren 1943). Mit Ausnahme Renates wurden alle Kinder in Berlin geboren, sie kam in Schopfheim zur Welt. Sein Sohn Bernd Forßmann ist Physiker und einer der Entwickler der in der praktischen Urologie eingesetzten extrakorporalen Stoßwellenlithotripsie bei Dornier System. Der Anatom Wolf-Georg Forßmann arbeitete unter anderem als Professor an der Ruprecht-Karls-Universität Heidelberg. Die Tochter Renate Forßmann-Falck lebt in Richmond, Virginia, USA, und ist Psychiaterin.
Werner Forßmann starb am 1. Juni 1979 an den Folgen eines Herzinfarkts im Städtischen Krankenhaus in Schopfheim.

## Wissenschaftliche Aufarbeitung der Biografie Forßmanns
Forßmanns Leben und sein Werk abseits des zum Nobelpreis führenden Selbstversuchs zur Rechtsherzkatheterisierung sind von unabhängiger Seite wenig untersucht und dokumentiert; eine wissenschaftliche Aufbereitung der Biografie existiert nur in Teilen. Kurzbiografien beschreiben in der Regel nur den Ablauf des Selbstversuchs und die Nobelpreisverleihung, während sie auf große Teile des weiteren Lebens nicht eingehen. Er selbst stellt sein Leben ausführlich in seiner Autobiografie dar, sodass einige Zeiträume und vor allem seine Aktivität in der Zeit des Nationalsozialismus und im Zweiten Weltkrieg fast ausschließlich durch dieses Buch belegbar sind.
Da es sich hier um eine Selbstdarstellung mit einer persönlichen Sicht auf die Ereignisse handelt, sind Aussagen aus diesem Werk kritisch zu betrachten. Der kanadische Historiker Michael H. Kater untersuchte mehrere autobiografische Darstellungen von Ärzten, die während der NS-Zeit in Deutschland aktiv waren, und identifizierte kritische Auslassungen und Verharmlosungen der eigenen Aktivitäten. Speziell bei Forßmann kritisierte Kater Auslassungen sowie die Neigung, die Taten und Positionen anderer Nationalsozialisten in seinem Umfeld, etwa Kurt Strauß, besonders zu betonen und dadurch die eigene Pro-NSDAP-Haltung herunterzuspielen. Die Umstände seines Parteibeitritts, der bereits 1932 und damit vor der Machtergreifung Adolf Hitlers erfolgte, werden dagegen in der Autobiografie nicht dargestellt; die Mitgliedschaft im NS-Ärztebund bleibt unerwähnt.

## Bedeutung des Rechtsherzkatheters für die medizinische Forschung

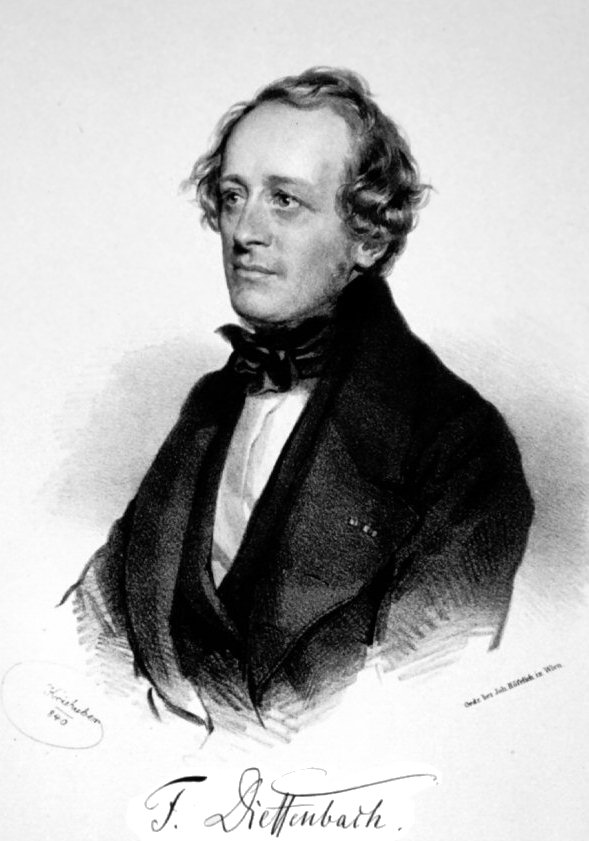
Johann Friedrich Dieffenbach führte bereits 1834 die Linksherzkatheterisierung beim Menschen durch; Lithographie von Joseph Kriehuber, 1840

Die erste Arbeit zur Katheterisierung des (linken) Herzens veröffentlichte Johann Friedrich Dieffenbach bereits 1834. Er versuchte bei einem sterbenden Cholerakranken die Herztätigkeit durch mechanische Reizung der Herzinnenwand zu stimulieren. 1848/49 erwähnte Rudolf Virchow dies in seinen Vorlesungen. Werner Forßmann gab an, erst 1971 von diesem Versuch erfahren zu haben.
Obwohl die Katheterisierung des rechten Herzens und der Selbstversuch Forßmanns zur Zeit seiner Durchführung wenig beachtet wurde und für Forßmann einen deutlichen Verlust seiner Reputation als Kardiologe bedeutete, war dieser Versuch sein wichtigster Beitrag zur medizinischen Forschung. Forßmann hatte als erster Mensch dokumentiert, wie er einen langen und biegsamen Katheter zum Herzen geführt und diesen Versuch unbeschadet überstanden hatte. Sein Selbstversuch und dessen Dokumentation bildeten die Basis für zahlreiche Entwicklungen der Herzkatheteruntersuchung sowie der darauf aufbauenden Angiografie der Lungenstrombahn. Noch 1930 veröffentlichte der Mediziner Hans Baumann einen Artikel Über die Verwertbarkeit der verschiedenen Methoden zur Minutenvolumenbestimmung, bei der er zur Minutenvolumenbestimmung die Punktierung des Herzens anwendete. Der Kardiologe Arrigo Montanari aus Florenz, der um 1928 Versuche zur Katheterisierung des Herzens an Tieren und Leichen durchführte, bestätigte 1930 das Verdienst Forßmanns. Er sei der erste Mediziner gewesen, der die Herzkatheterisierung am lebenden Menschen durchgeführt und beschrieben habe. Montanari meinte, dass die von Forßmann gewählte radiologische Dokumentation bei der Durchführung dieser Technik sinnvoll und notwendig sei. Weniger bekannt blieben die nur wenige Monate nach seinem Selbstversuch publizierten Ergebnisse des in Prag praktizierenden tschechischen Mediziners Otto Klein. Er bestimmte nach der von Forßmann publizierten Methode über Herzkatheter den Herz-Blutdruck und die Sauerstoffkonzentration im Herzblut bei Lungenpatienten. Weitere Anwendungen der Rechtsherzkatheterisierung wurden später aus Spanien, Kuba und Argentinien berichtet.

Moderner Rechtsherzkatheter

Vor allem die Arbeiten der beiden mit Forßmann ausgezeichneten Nobelpreisträger André Frédéric Cournand und Dickinson Woodruff Richards zur Messung des Herzminutenvolumens mit Hilfe des Rechtsherzkatheters basierten auf den bis dahin fast vergessenen Versuchen Forßmanns, auf die sie bei Recherchen zu ihren Forschungen am Bellevue Hospital in New York gestoßen waren. Cournand und Richards beschäftigten sich mit Herz- und Kreislaufbeschwerden und wandten die Rechtsherzkatheterisierung für die Untersuchung verschiedener Erkrankungen an. Dabei nutzen sie die Methode beispielsweise bei der Untersuchung von traumatischem Schock, bei der Wirkung von Herzmedikamenten und Herzkrankheiten sowie bei deren Behandlung und Diagnose. Sie verbesserten die Katheterisierung und erforschten ihre Anwendungsmöglichkeiten zuerst in Versuchen an Hunden und Schimpansen sowie später am Menschen. Ende der 1930er Jahre konnten sie komplizierte und bis dahin unbekannte Herzfehler feststellen und behandeln.
Um 1940 kam die Methode in die klinische Praxis. Sie breitete sich weltweit sehr rasch aus. Gemeinsam mit der bildgebenden Angiokardiographie erlaubte die Katheteruntersuchung die umfassende Diagnostik des Herzens und darauf aufbauend die moderne Kardiologie.
Cournand stellte 1949 die Rechtsherzkatheterisierung auch zum Erkennen angeborener Herzfehler dar. Später war er der erste Arzt, dem eine Lungenkatheterisierung mit einem Katheter gelang, den er durch das rechte Herz und die Lungenarterie in die Lunge schob. Spätere Entwicklungen der Herzkatheter führten in den 1970er Jahren zum Ballonkatheter und der dadurch möglichen Ballondilatation zur Aufdehnung krankhaft verengter Blutgefäße. Der Kardiologe Andreas Roland Grüntzig führte sie 1977 erstmals erfolgreich durch.

## Ehrungen
Werner Forßmann erhielt als höchste Auszeichnung 1956 den Nobelpreis für Medizin gemeinsam mit André Frédéric Cournand und Dickinson Woodruff Richards. Hinzu kamen weitere Ehrungen:
- Leibniz-Medaille der Deutschen Akademie der Wissenschaften zu Berlin (1954)
- Verleihung der Ehrenbürgerrechte der Stadt Bad Kreuznach (1957)[5]
- Großes Bundesverdienstkreuz mit Schulterband und Stern (1964)[5]
- Commandeur dans l’Ordre des Palmes Académiques (1971)[5]
- Ehrendoktorwürde der medizinischen Fakultät der Humboldt-Universität (1977)[5]
- Zum 50. Jahrestag der Verleihung des Nobelpreises gab 2006 die Deutsche Post eine 90-Cent-Sondermarke heraus
- Das Klinikum Barnim an Forßmanns Wirkungsstätte Eberswalde trägt den Namen Werner-Forßmann-Krankenhaus (1991)[5]
- Werner-Forßmann-Preis als Stiftungspreis der Ruhr-Universität Bochum[5]
- Ehrengrab in Wies im Schwarzwald[5]

## Veröffentlichungen
Werner Forßmann arbeitete vorwiegend als praktischer Chirurg und Urologe. Er gehörte für den größten Teil seines Lebens keiner wissenschaftlichen Einrichtung an. Die Anzahl der Publikationen Forßmanns ist gering. Von besonderer Bedeutung sind vor allem seine frühen Veröffentlichungen zur Rechtsherzkatheterisierung sowie Veröffentlichungen im Rahmen der Nobelpreisverleihung.

### Wissenschaftliche Veröffentlichungen (Auswahl)
- Ueber die Wirkung der Leberfütterung auf das rote Blutbild und den Cholesterinspiegel im Serum des gesunden Menschen. Medizinische Dissertation, Berlin 1929.
- Die Sondierung des rechten Herzens. In: Klinische Wochenschrift. Band 8, 1929, S. 2085 ff.
- Über die Sondierung des rechten Herzens. In: Berliner Klinische Wochenschriftvom 5. November 1929.
- Die Schmerzbetäubung bei Eingriffen an den Harnorganen. Zeitschrift für Urologie 29, 1936; S. 316–28
- Klinik und Technik der Elektroresektion. Zeitschrift für Urologie 31, 1937; S. 153–70
- Nobel Lecture: The Role of Heart Catheterization and Angiocardiography in the Development of Modern Medicine., erschienen in: Nobel Lectures, Physiology or Medicine 1942–1962, Elsevier Publishing Company, Amsterdam 1964. Abgerufen auf nobelprize.org am 16. Februar 2014.

### Biografische Veröffentlichungen
- Selbstversuch. Erinnerungen eines Chirurgen. Droste Verlag, Düsseldorf 1972, ISBN 3-7700-0313-6. (auch erschienen in Lizenzausgabe für den Deutschen Bücherbund Stuttgart 1972)
- Vorstoß ins Herz. Droste, Düsseldorf 1972.
- Autobiografie von Werner Forßmann auf den Seiten der Nobelstiftung zur Preisverleihung 1956 (englisch). Abgerufen auf nobelprize.org am 16. Februar 2014; erschienen in: Nobel Lectures, Physiology or Medicine 1942–1962, Elsevier Publishing Company, Amsterdam 1964.